# Hypogastrura monticola
Hypogastrura monticola is een springstaartensoort uit de familie van de Hypogastruridae. De wetenschappelijke naam van de soort is voor het eerst geldig gepubliceerd in 1946 door Stach.